# Герб Старицкого района и города Старица
Герб Ста́рицкого района и города Старица Тверской области Российской Федерации — опознавательный и правовой, конвенциональный знак, составленный по правилам геральдики, являющийся символом местного самоуправления.
Герб утверждён Решением № 184 Собрания депутатов Старицкого района Тверской области 18 мая 1999 года.
Герб внесён в Государственный геральдический регистр Российской Федерации под регистрационным номером 485.

## Описание герба
«В серебряном щите старица в зелёной шубе с золотыми застёжками и такой же меховой оторочкой, в червлёной (красной) шапке, также с золотой меховой оторочкой, надетой поверх серебряного платка, и в чёрных сапожках, правой рукой опирающаяся на чёрную клюку».

## Описание символики и история герба

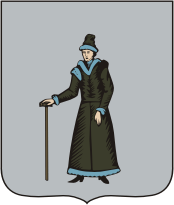
Герб Старицы (1780 год)

Исторический герб города Старицы был Высочайше утверждён 10 октября 1780 года императрицей Екатериной II вместе с другими гербами городов Тверского наместничества
Подлинное описание герба Старицы гласило:

«Городъ Старица имѣет старой гербъ: идущая с костылёмъ старуха в серебряном полѣ».
В Законе об утверждении гербов Тверского наместничества герб Старицы (также как и гербы Торжка, Зубцова и Торопца) изображён без герба неместного города в верхней части и назван «старым». Герб Старицы был сочинён герольдместером графом Францем Санти, под руководством которого Геральдическая контора в начале XVIII века составляла городские гербы для городских печатей и для полковых знамён России.
Объяснение символики исторического герба Старицы не сохранилось, но существует предположение, что Ф. Санти посчитав, что название города «Старица» происходит от старой женщины — старухи, предложил нарисовать её образ в городском гербе.
Происхождение название города имеет разные версии.
Город был основан в 1297 году как крепость Новый Город (также Городок на Старице, Высокий Городок); с конца XIV века называется Старица.
Существует предание, что до основания Старицы на её месте существовал город Любим, который был разорён татарами до основания. При закладке нового города на том же самом месте, обнаружили старуху, которая укрылась от ордынцев в пещере. От неё город, якобы и получил своё название. Однако, современные тверские историки и лингвисты, считают, что название города происходит от топонима Старица, который ввёл в обиход российский историк, автор книги по русской истории — «Истории Российской» Василий Никитич Татищев, поскольку Новый Городок расположился на реке Старица. Топоним Старица — староречье — означает полностью или частично отделившегося от реки участок её прежнего русла, и к «старушке» название города не имеет никакого отношения. 
В 1862 году, в период геральдической реформы Кёне, был разработан проект нового герба уездного города Старица (официально не утверждён): «В серебряном щите идущая с золотым костылём старушка в зелёном одеянии, опушенном черным соболем, и в такой же шапке. В вольной части герб Тверской губернии. Щит увенчан серебряной стенчатой короной и окружён золотыми колосьями, соединёнными Александровской лентой».
18 мая 1999 года Решением Собрания депутатов Старицкого района был утверждён современный герб Старицкого района и города Старицы, созданный на основе исторического герба Старицы с использованием цветовой расцветки одежды главной фигуры из проекта герба 1862 года.